# 西南交通大学土木工程学院
西南交通大学土木工程学院是西南交通大学的一个学院，其办学历史可以追溯至1896年3月在北洋大学堂附设津榆铁路学堂教授的土木课程，是西南交通大学最早建立的系科之一。其口号为“百年土木，树人百年”。

## 机构设置
- 系科
  - 道路与铁道工程
  - 桥梁工程
  - 地下工程
  - 岩土工程
  - 建筑工程
  - 交通土建工程
- 教研室
  - 土木工程制图
  - 建筑材料
  - 结构力学
  - 水力学
- 研究所
  - 防灾减灾研究所
  - 茅以升桥梁研究所
  - 深水大跨桥梁研究中心
  - 长大特殊隧道研究中心[3]

## 重点学科
- 国家级重点学科——桥梁与隧道工程 & 道路与铁道工程
- 国家级重点学科培育计划——岩土工程
- 省部级重点学科——结构工程[3]